# 阿兰查·冈萨雷斯
阿兰查·冈萨雷斯·拉亚（西班牙語：Arancha González Laya，1969年5月22日—），西班牙律師和政治人物。曾任国际贸易中心执行主任。曾在2020至2021年期間擔任西班牙外交大臣。2022年，岡薩雷斯成為巴黎國際事務學院的院長。

## 生平
冈萨雷斯生于圣塞瓦斯蒂安。在吉普斯夸省的托洛萨长大。获纳瓦拉大学法学学士学位，马德里卡洛斯三世大学欧州法硕士学位。
曾在布鲁塞尔的富而德律师事务所工作。2002年至2005年，担任欧盟委员会贸易事务发言人，以及欧盟贸易专员帕斯卡尔·拉米的顾问。2005年帕斯卡尔·拉米升任世界贸易组织总干事后，成为其发言人和副手。
2013年9月1日，正式就任国际贸易中心执行主任（联合国和世界贸易组织合设机构）。2020年1月13日，正式宣誓就任第二次桑切斯内阁外交、欧盟与合作大臣。她在上任时承诺，将把主要任务放在捍卫多边主义、人权以及国际合作等政策上。